# Maccabi Haifa B.C.
El Maccabi Haifa B.C., o como es conocido actualmente Maccabi Bazan Haifa, (en hebreo: מכבי חיפה) es un equipo de baloncesto israelí con sede en la ciudad de Haifa, que compite en la Liga Leumit. Disputa sus partidos en el Romema Arena, con capacidad para 5000 espectadores.

## Historia
El club es uno de los más veteranos del país, siendo uno de los ocho equipos que disputaron el primer campeonato israelí en 1953. En 1971 y 1985 se clasificaron para la final de la Copa de Israel, cayendo en ambas ocasiones ante el Maccabi Tel Aviv.
El equipo descendió a la segunda división en 1993, y a la tercera en 1995. Aunque consiguieron regresar a primera división en 1999 y consiguieron alcanzar en dos ocasiones los play-offs, comenzaron a experimentar dificultades económicas, que llevaron a la desaparición del equipo, vendiendo sus derechos al Bnei HaSharon.
En 2004 se renombró al segundo equipo bajo la tutela del club, el Maccabi Bat Galim, nuevamente como Maccabi Haifa, en un esfuerzo de retomar los éxitos del pasado. En 2007 el equipo fue adquirido por el multimillonario estadounidense Jeffrey Rosen, para al año siguiente retornar el equipo a la Ligat Winner. En 2009 consiguen su mayor éxito, disputando la final de la liga ante el Maccabi Tel Aviv.

### Temporadas
| Temporada | División | Liga        | Posición | Play-Offs        | Copa de Israel   | League Cup       | Competición Europea | Competición Europea |
| --------- | -------- | ----------- | -------- | ---------------- | ---------------- | ---------------- | ------------------- | ------------------- |
| 2007–08   | 2        | Liga Leumit | 4        | Sube             | -                | –                | –                   | –                   |
| 2008–09   | 1        | Ligat ha'Al | 3        | Subcampeón       | Subcampeón       | –                | –                   | –                   |
| 2009-10   | 1        | Ligat ha'Al | 7        | Cuartos de final | Segunda ronda    | Semifinal        | –                   | –                   |
| 2010-11   | 1        | Ligat ha'Al | 9        | –                | Cuartos de final | –                | EuroChallenge       | Top 16              |
| 2011-12   | 1        | Ligat ha'Al | 11       | -                | Segunda ronda    | –                | –                   | –                   |
| 2012–13   | 1        | Ligat ha'Al | 2        | Campeón          | Subcampeón       | Subcampeón       | –                   | –                   |
| 2013–14   | 1        | Ligat ha'Al | 3        | Subcampeón       | Segunda ronda    | -                | Eurocup             | Last 32             |
| 2014–15   | 1        | Ligat ha'Al | 5        | Cuartos de final | Semifinal        | —                | —                   | —                   |
| 2015–16   | 1        | Ligat ha'Al | 8        | Cuartos de final | Cuartos de final | Cuartos de final | —                   | —                   |
| 2016–17   | 1        | Ligat ha'Al | 2        | Subcampeón       | Cuartos de final | Cuartos de final | —                   | —                   |
| 2017-18   | 1        | Ligat ha'Al | 12       | Descenso         | Octavos de final |                  |                     | -                   |
| 2018–19   | 2        | Liga Leumit | 4        | Sube             | -                | –                | –                   | –                   |

## Maccabi Haifa contra equipos NBA
| 3 de octubre de 2010 | New Jersey Nets | 108–70 | Maccabi Haifa |                                                   |
|                      |                 |        |               |                                                   |
|                      |                 |        |               | Pabellón: Prudential Center, Newark, Nueva Jersey |

| 11 de octubre de 2012 | Golden State Warriors | 108–100 | Maccabi Haifa |                                             |
|                       |                       |         |               |                                             |
|                       |                       |         |               | Pabellón: Oracle Arena, Oakland, California |

| 16 de octubre de 2012 | Minnesota Timberwolves | 114–81 | Maccabi Haifa |                                                |
|                       |                        |        |               |                                                |
|                       |                        |        |               | Pabellón: Target Center, Mineápolis, Minnesota |

| 7 de octubre de 2013 | Phoenix Suns | 130–89 | Maccabi Haifa |                                                 |
|                      |              |        |               |                                                 |
|                      |              |        |               | Pabellón: U.S. Airways Center, Phoenix, Arizona |

| 8 de octubre de 2013 | Detroit Pistons | 91–69 | Maccabi Haifa |                                                          |
|                      |                 |       |               |                                                          |
|                      |                 |       |               | Pabellón: Palace of Auburn Hills, Auburn Hills, Míchigan |

| 13 de octubre de 2013 | Memphis Grizzlies | 116–70 | Maccabi Haifa |                                          |
|                       |                   |        |               |                                          |
|                       |                   |        |               | Pabellón: FedExForum, Memphis, Tennessee |

| 15 de octubre de 2014 | Washington Wizards | 101–95 | Maccabi Haifa |                                            |
|                       |                    |        |               |                                            |
|                       |                    |        |               | Pabellón: Verizon Center, Washington D. C. |

| 18 de octubre de 2014 | Portland Trail Blazers | 121–74 | Maccabi Haifa |                                         |
|                       |                        |        |               |                                         |
|                       |                        |        |               | Pabellón: Moda Center, Portland, Oregón |

| 19 de octubre de 2014 | Sacramento Kings | 91–59 | Maccabi Haifa |                                                     |
|                       |                  |       |               |                                                     |
|                       |                  |       |               | Pabellón: Sleep Train Arena, Sacramento, California |

| 22 de octubre de 2014 | Toronto Raptors | 92–85 | Maccabi Haifa |                                                       |
|                       |                 |       |               |                                                       |
|                       |                 |       |               | Pabellón: Air Canada Centre, Toronto, Ontario, Canadá |

| 11 de octubre de 2015 | Los Angeles Lakers | 126–83 | Maccabi Haifa |                                                   |
|                       |                    |        |               |                                                   |
|                       |                    |        |               | Pabellón: Staples Center, Los Ángeles, California |

## Palmarés
- Campeón Campeonato de Israel:1

2012/2013
- Subcampeón Campeonato de Israel: 1

2008/2009, 2013/14
- Subcampeón Copa de Israel: 4

1970/1971, 1984/1985, 2008/2009, 2012/2013

## Jugadores destacados
| - Marco Bolic - Koran Amisha - Assaf Barnea - Moshe Bitter - Avi Ben Chimol - Amit Ben-David - Haim Bocinder - Ze'ev Cagan - Adi Gordon - Dror Hagag - Rani Izitk - Beny Katz - Yitzhak Kisilov - Ido Kozikaro - Benjamin Marcus - Moshe Mizrahi - Amir Mokhtari - Sahlomo Peled - Yitzhak Robinsthin - Ari Rosenberg - Moran Roth - Lior Segev - Doron Shefa - Tomer Steinhauer - Meir Tapiro - Héctor Hernández - Mamadou N'Diaye - Saša Bratić - Jeff Allen - Sherwood Brown | - Stanley Brundy - Greg Cook - Malik Dixon - Cheyne Gadson - Cory Gaines - Brett Harvey - Adrian Henning - Jermaine Jackson - Jerry Davon Jefferson - Andrew Kennedy - Marco Killingsworth - Derrick Low - David Mastbaum - BJ McKie - Mike McKinney - Larry O'Bannon - Ricardo Powell - Brian Randle - Jason Rich - Frank Robinson - Terrence Roderick - Ronald Ross - Brooks Sales - Willie Sims - Jeremis Smith - Demontez Stitt - Jason Straight - Ben Strong - James Terry - James Thomas | - Jeremy Tyler - Bobby Wallace - Rodney Webb - Sean Williams - Jeremy Wise - Qyntel Woods - David Cubillán - Gregory Vargas - Robert Rothbart - Chanan Colman - Ben Rice - Jonhatan Nir - Gal Mekel - Doron Perkins - Pat Calathes - David Blatt - Cory Carr - Bryan Cohen - Derek Glasser - Todd Golden - Tamir Goodman - Drew Housman - Sean Labanowski - Sylven Landesberg - Deon Thomas - Brody Angley - Paul Stoll - Ike Ofoegbu - Jesse Pellot-Rosa - Donta Smith |